# Ariane 3
Ariane 3 è il terzo modello della famiglia di lanciatori del Programma Ariane dell'Agenzia Spaziale Europea.

## Caratteristiche tecniche
La struttura del Ariane 3 è quasi identica a quella del precedente Ariane 2, fatta eccezione per i due ulteriori razzi solidi, che aumentano il peso iniziale a 237 t.
È un razzo a tre stadi:
- Il primo stadio è dotato di quattro motori a combustibile liquido (della famiglia VIKING) e di due booster a propellente solido.
- Il secondo e il terzo stadio (sempre della famiglia VIKING) sono equipaggiati con un motore a bipropellente alimentato da N2O4/UDMH.

Il carico utile trasportabile dall'Ariane 3 in orbita geostazionaria, è 2700 kg, 525 kg in più rispetto all'Ariane 2.

## Storia dei lanci
Ci sono stati undici lanci di Ariane 3. Il primo si è tenuto con successo il 4 agosto 1984, notevolmente prima del primo lancio di Ariane 2. Solo un lancio è fallito, il quinto, il 12 settembre 1985.
Il ridotto numero di lanci è dovuto all'avvento del più versatile e potente Ariane 4 nel 1988.
Questo è un elenco completo di tutte le missioni.
| Data       | Codice | Carico                    | Esito                            |
| ---------- | ------ | ------------------------- | -------------------------------- |
| 04/08/1984 | V10    | ECS-2 TELECOM 1A          | Immesso in orbita geostazionaria |
| 09/11/1984 | V11    | SPACENET II & MARECS B2   | Immesso in orbita geostazionaria |
| 08/02/1985 | V12    | ARABSAT 1A & BRASILSAT S1 | Immesso in orbita geostazionaria |
| 07/05/1985 | V13    | GSTAR & TELECOM 1B        | Immesso in orbita geostazionaria |
| 12/09/1985 | V15    | SPACENET F3 & ECS 3       | Precipitato nell'atlantico       |
| 28/03/1986 | V17    | GSTAR II & BRASILSAT S2   | Immesso in orbita geostazionaria |
| 15/09/1987 | V19    | AUSSAT K3 & ECS 4         | Immesso in orbita geostazionaria |
| 11/03/1988 | V21    | SPACENET III & TELECOM 1C | Immesso in orbita geostazionaria |
| 21/07/1988 | V24    | INSAT 1C & ECS 5          | Immesso in orbita geostazionaria |
| 08/09/1988 | V25    | GSTAR III & SBS 5         | Immesso in orbita geostazionaria |
| 11/07/1989 | V32    | OLYMPUS                   | Immesso in orbita geostazionaria |